# Lethe ramadeva
Lethe ramadeva är en fjärilsart som beskrevs av De Nicéville 1887. Lethe ramadeva ingår i släktet Lethe och familjen praktfjärilar. Inga underarter finns listade i Catalogue of Life.